# Glandford
Glandford – wieś w Anglii, w Norfolk Glandford jest wspomniana w Domesday Book (1086) jako Glamforda/Glanforda.